# Prêmio de Desenvolvimento da FIFA
O Prêmio FIFA de Desenvolvimento é um prêmio dado pela FIFA, que é concedido para exaltar o grande esforço e apoio financeiro para aumentar o desenvolvimento do futebol nos países que mais necessitam.

## Vencedores
| Ano  | Vencedor  | Rasão | Referência |
| ---- | --------- | --- | ---------- |
| 2008 | Palestina | Em reconhecimento a Federação de Futebol da Palestina, que realizou a difícil tarefa de renovar o Estádio Internacional Faisal Al-Husseini e desta forma, ter um estádio nacional para a Palestina, que passou a atender os padrões FIFA e permitindo a disputar o seu primeiro jogo internacional oficial em seus domínios. | Detalhes   |
| 2009 | China     | Em reconhecimento da Associação de Futebol da China, que desenvolveu com êxito um programa de base em que mais de um milhão de jovens chineses estão se desenvolvendo como jogadores de futebol das próximas gerações. | Detalhes   |